# Josef Gauchel
Josef Gauchel (11 de setembro de 1916 - 21 de março de 1963) foi um futebolista alemão que competiu na Copa do Mundo FIFA de 1938.